# Giorgio Chiavacci
Giorgio Chiavacci (Cecina, 3 luglio 1899 – Cecina, 4 marzo 1969) è stato uno schermidore italiano, specializzato nel fioretto. Ha vinto una medaglia d'oro nella scherma ai Giochi olimpici.

## Biografia
Chiavacci nacque a Cecina nel 1899. Fiorettista, allievo del Maestro Giuseppe Nadi presso il Circolo Scherma Fides di Livorno, oltre all'oro olimpico di Amsterdam del 1928 con Giulio Gaudini, Gioacchino Guaragna, Giorgio Pessina, Ugo Pignotti e Oreste Puliti, ha conquistato un oro ai Campionati Internazionali di Budapest del 1926 (nel fioretto individuale) e un ulteriore oro ai Campionati di Vienna del 1930, sempre nel fioretto a squadre.

## Palmarès
In carriera ha ottenuto i seguenti risultati:

### Giochi olimpici
Individuale
A squadre
- Oro nel fioretto ad Amsterdam 1928

### Mondiali
Individuale
- Oro nel fioretto a Budapest-Ostenda 1926

A squadre
- Oro nel fioretto a Vienna 1931

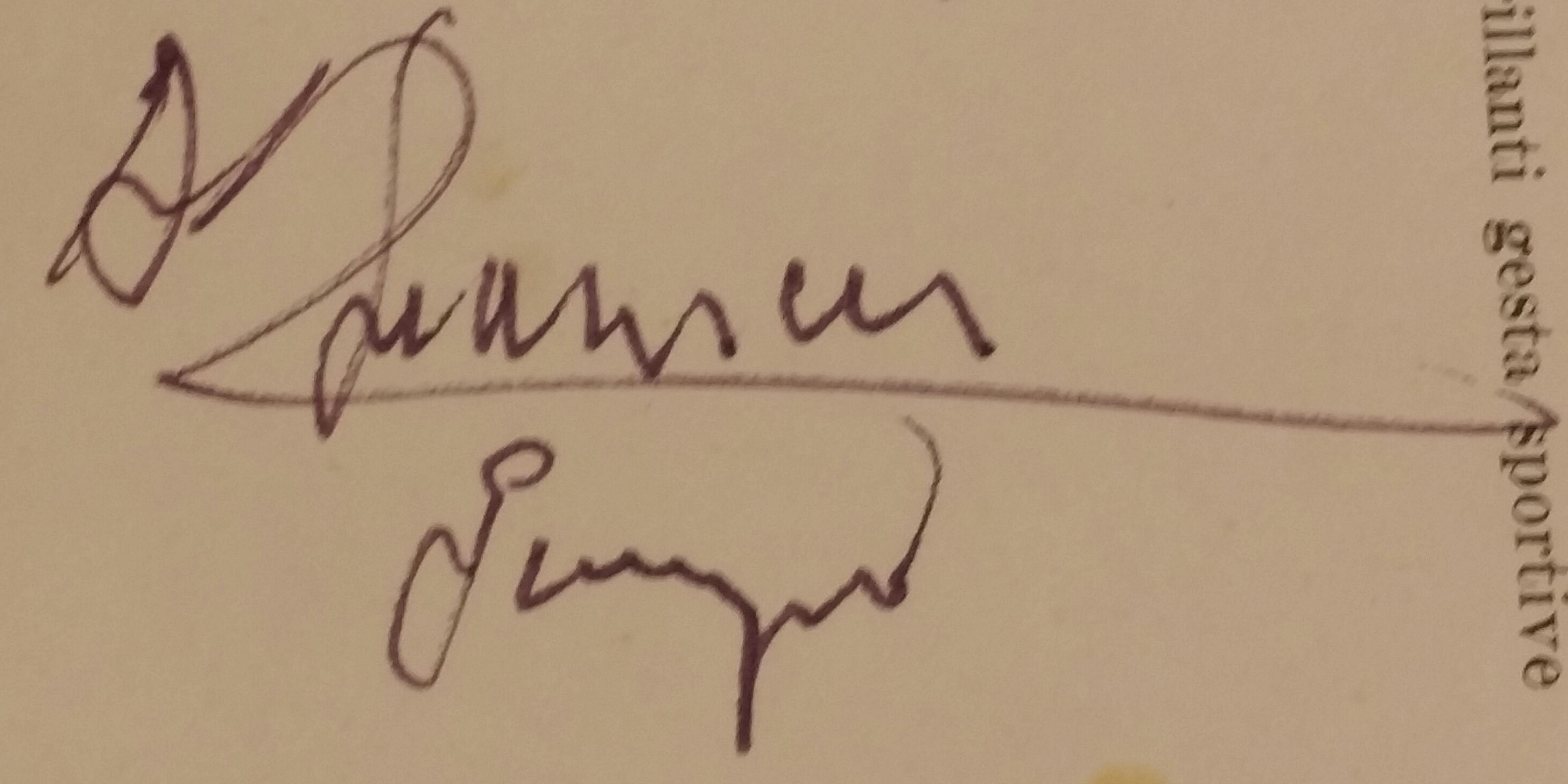
Autografo Giorgio Chiavacci
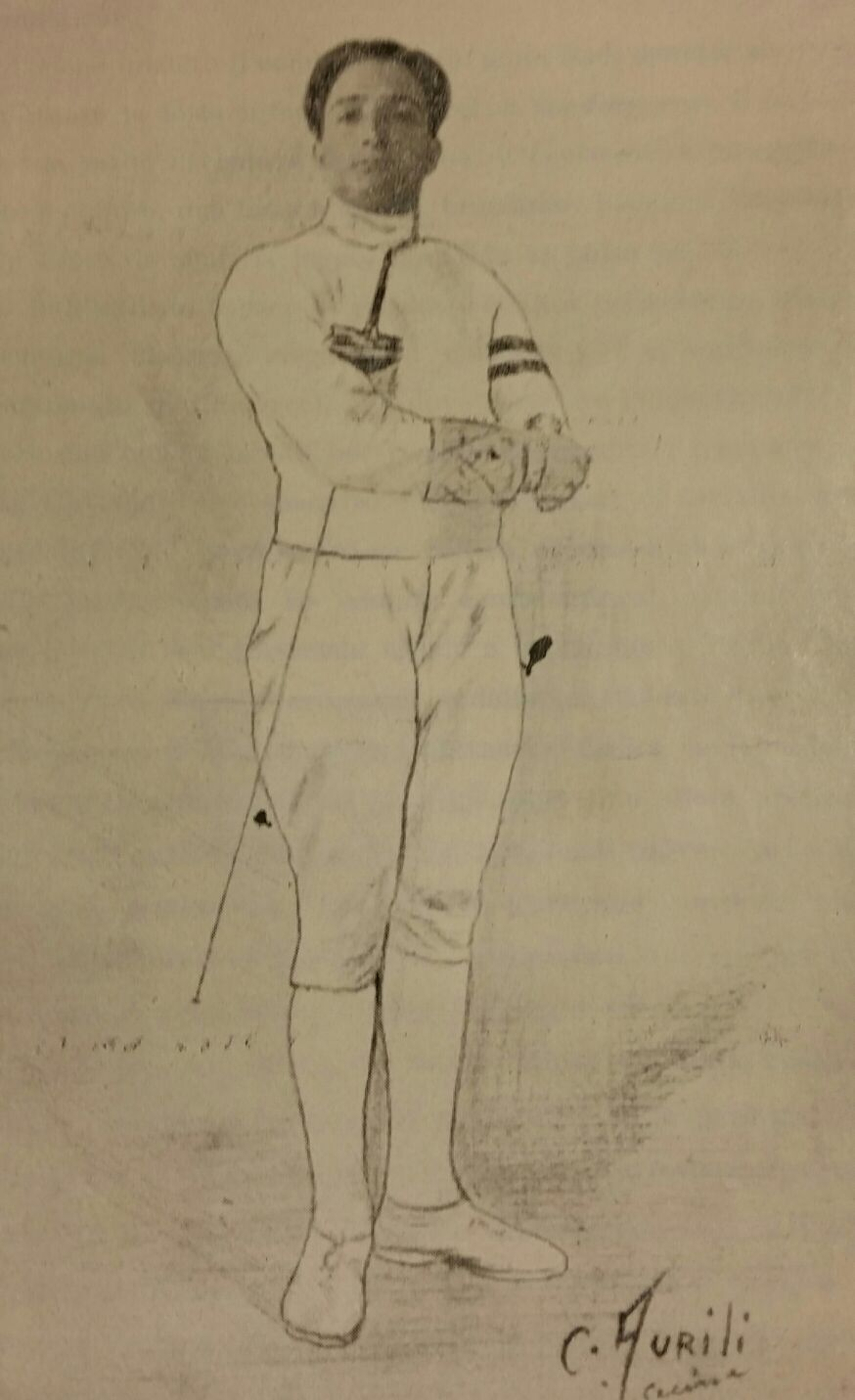
Giorgio Chiavacci
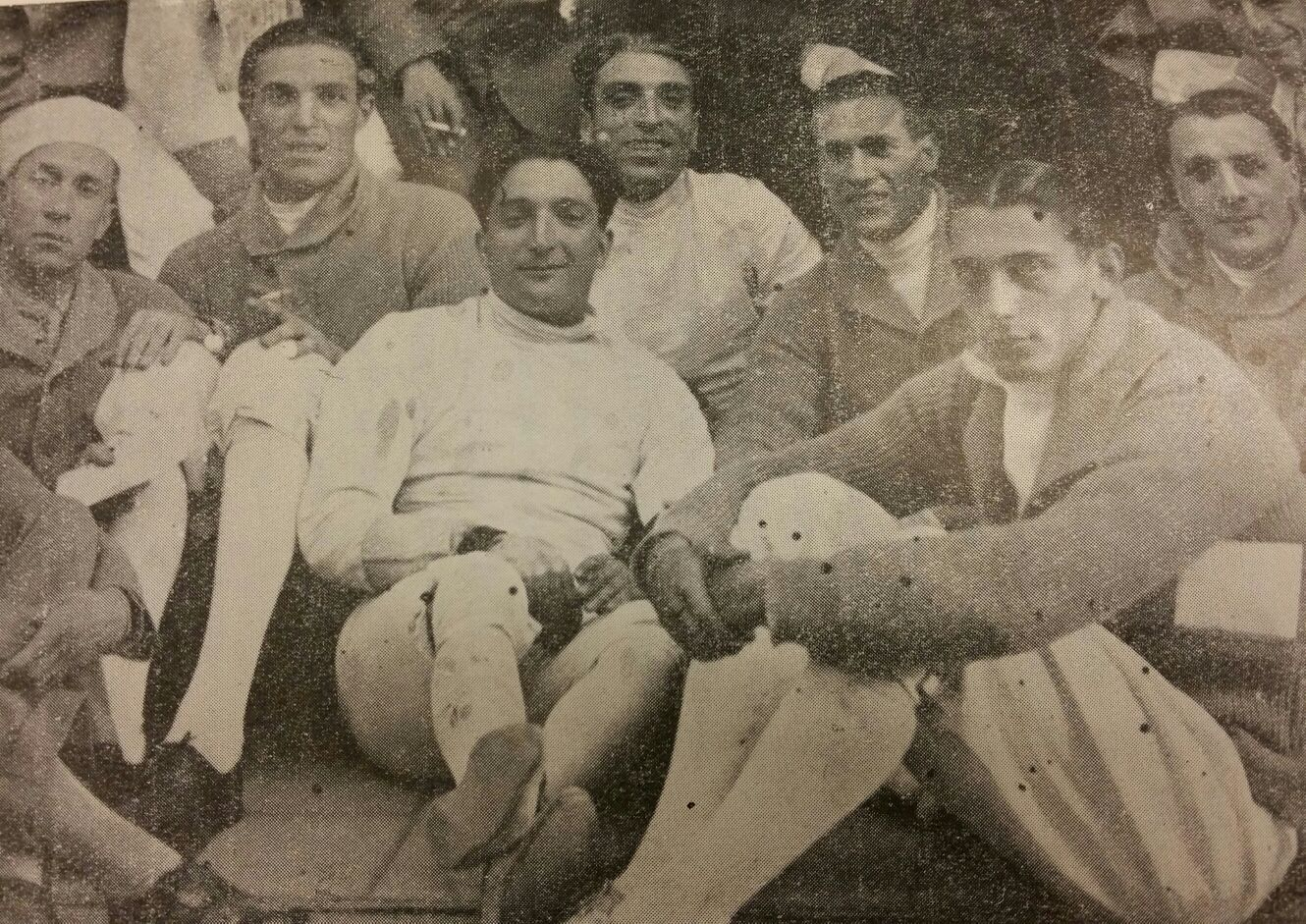
Giorgio Chiavacci con altri atleti
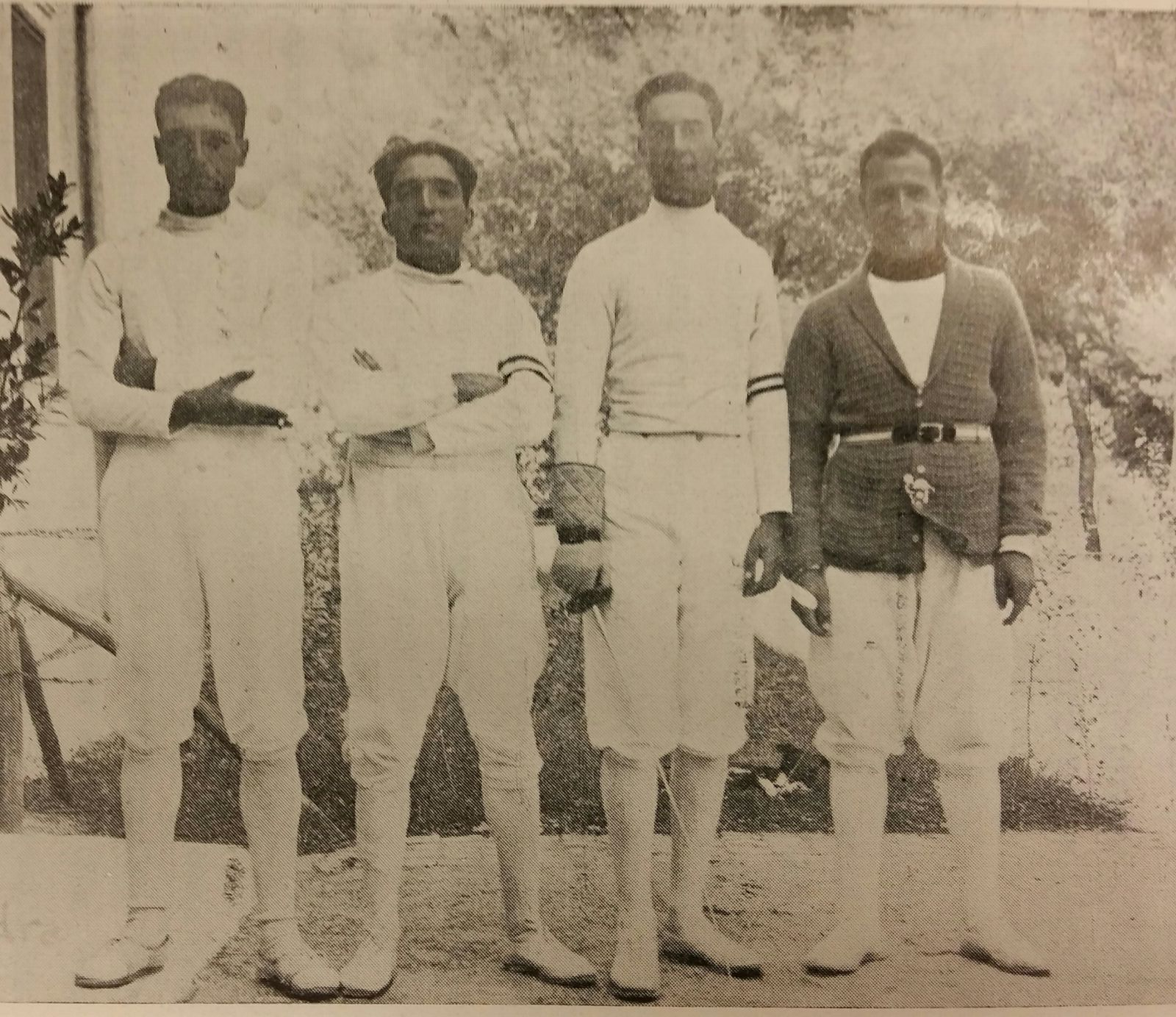
Giorgio Chiavacci con altri schermidori